# オルガネラDNA
オルガネラDNA（Organellar DNA）は、真核生物の細胞核の外の細胞小器官（オルガネラ）に含まれるDNAである。

## 例
- ミトコンドリアは、ミトコンドリアDNAを含む。
- 葉緑体等の色素体は、色素体DNAを含む。

## オルガネラDNAの遺伝
このタイプのDNAにコードされる形質は、動物では一般的には細胞質遺伝と呼ばれる過程で父ではなく母から子孫に受け継がれる。母系遺伝の形式が優勢である理由としては、多くの場合母からもたらされる卵はオスの精細胞よりも大きく、オルガネラDNAが存在するオルガネラをより多く持っていることが一因であると考えられる。
母系遺伝が最も一般的であるが、父系遺伝や両系遺伝のパターンも存在する。後者の2つのパターンの遺伝は植物で最も多くみられる。
オルガネラDNAの組換えは非常に限定的であり、このことはオルガネラDNAにコードされる形質は世代を越えて維持される可能性が高いことを意味する。

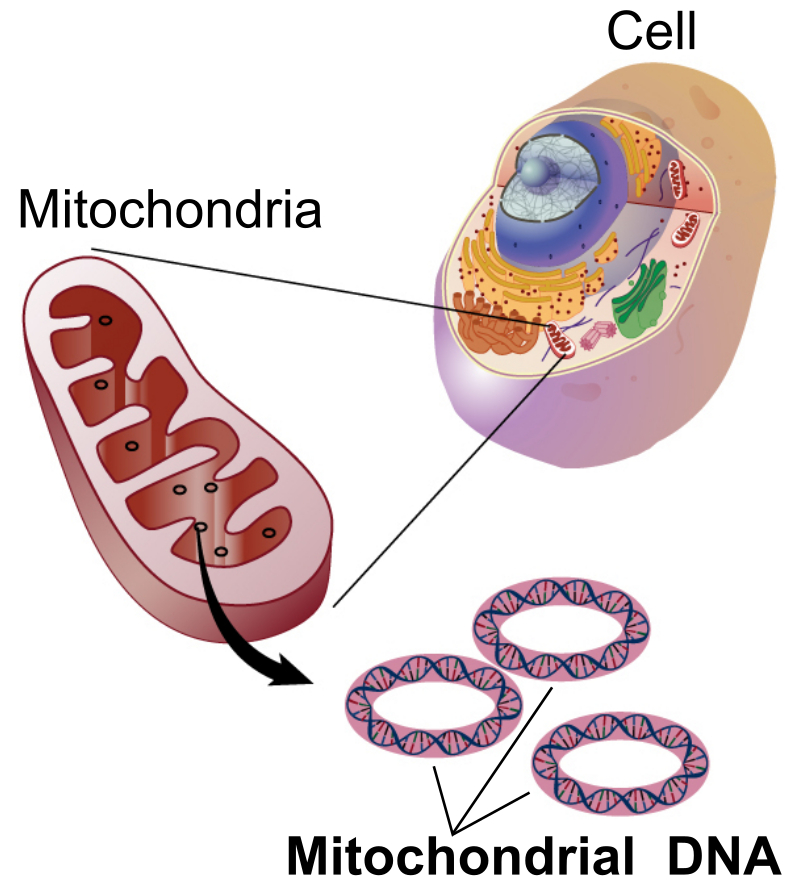
ミトコンドリアDNAの構造と位置

葉緑体DNAのゲノムと構造。この図はタバコの葉緑体ゲノムを示している。

## 構造
複数の染色体中に線状の分子として存在する核DNAとは異なり、葉緑体やミトコンドリアの全ゲノムは二本鎖環状DNAの単一の分子上に存在する。これは細菌の染色体と極めて似た構造である。